# Ataque a la base aérea de Millerovo
El ataque a la base aérea de Millerovo tuvo lugar el 25 de febrero de 2022 en Millerovo en Rusia durante la invasión rusa de Ucrania de 2022. Según algunos funcionarios ucranianos, las fuerzas militares ucranianas atacaron la base aérea de Millerovo con misiles OTR-21 Tochka, destruyendo varios aviones de la Fuerza Aérea Rusa e incendiando la base aérea.

## Contexto
Millerovo es una ciudad en el óblast de Rostov en Rusia, a unos 80 kilómetros de Lugansk, un territorio en la región de Dombás que limita con Rusia y parcialmente rebelde ruso en poder desde el comienzo de la guerra del Dombás.

## Ataque
Una fuente de la agencia local de aplicación de la ley le dijo al medio local Komsomólskaya Pravda que un misil ucraniano Tochka-U había golpeado la instalación. Otro medio local, Rostov Gazeta, informó que el ataque fue llevado a cabo por formaciones armadas ucranianas.
El editor en jefe de la edición del mayor medio en línea ucraniano Censor.net Yuriy Butusov calificó el ataque como «una de las operaciones más exitosas de las Fuerzas Armadas de Ucrania en la historia de la guerra» y una «derrota, que Putin no podrá ocultar».
El ataque, sobre el que las Fuerzas Armadas de Ucrania no comentaron oficialmente, se lanzó en respuesta al bombardeo de ciudades ucranianas por parte de las fuerzas rusas. Sin embargo, en la página oficial en Facebook, el comando de la Fuerza Aérea de Ucrania publicó una publicación con una base aérea de Millerovo en llamas con un comentario: «Vaya, ¿quién lo hizo?».

## Consecuencias
Se informó que varias personas resultaron heridas, y al menos un Sukhoi Su-30SM fue destruido en el suelo según las imágenes tuiteadas. Sin embargo, funcionarios ucranianos y expertos militares han afirmado que al menos dos cazas rusos Su-30SM fueron destruidos en el terreno.